# Donato d'Eremita
Donato d'Eremita (Rocca d'Evandro, ... – Napoli, 1630) è stato un frate domenicano, alchimista e speziale italiano, figura di spicco nel panorama scientifico napoletano dell'epoca.

## Biografia
Originario di Rocca d'Evandro, Donato d'Eremita intraprese la vita monastica nell'ordine dei Domenicani.
La sua formazione scientifica e alchemica si sviluppò a Firenze, dove prestò servizio come speziale alla corte di Cosimo II de' Medici.
Questo ambiente fiorentino, già centro di studi alchemici sotto Cosimo I e Francesco I de' Medici, fu cruciale per la sua crescita intellettuale.
Nel primo decennio del XVII secolo, Donato fece ritorno a Napoli, entrando a far parte del convento di Santa Maria alla Sanità.
Successivamente, intorno al 1611, si trasferì al convento di Santa Caterina a Formiello, dove contribuì significativamente all'istituzione di una spezieria e di un giardino di semplici, che divennero presto rinomati.
Donato d'Eremita era noto per la sua profonda conoscenza dell'alchimia e della spagiria, e intrattenne rapporti con importanti figure scientifiche dell'epoca, tra cui i lincei napoletani Giovanni Battista Della Porta e Colantonio Stigliola, Fabio Colonna, Giovanni Faber e Benedetto Castelli.
Nel 1630, a seguito di dissidi con il suo priore riguardo all'utilizzo dei fondi derivanti dalla spezieria, Donato fu imprigionato in una stanza del convento e morì poco dopo, probabilmente suicida.

## Opere
- "Dell'Elixir Vitae" (Napoli, Secondino Roncagliolo, 1624): la sua opera più celebre, un trattato di spagiria con 18 tavole illustrate, probabilmente opera dello stesso Donato.
- "Antidotario" (Napoli, Secondino Roncagliolo, 1639): un'opera in 3 parti, di cui solo la prima fu stampata.
- "Arte Distillatoria": un'opera mai pubblicata, ma citata in "Dell'Elixir Vitae".
- "Tavole di semplici": una serie di tavole raffiguranti piante medicinali, firmate da Donato d'Eremita e dedicate a Giovanni Faber, conservate nella Biblioteca Bank del British Museum di Londra.
- "Codice manoscritto con tavole colorate": conservato nella Biblioteca di Montpellier, proveniente dalla Biblioteca Albani di Roma.

## "Dell'Elixir Vitae"
Quest'opera è un trattato di alchimia e spagiria che descrive la preparazione dell'elisir di lunga vita, una quintessenza alchemica con proprietà trasmutative e rigenerative.
Donato d'Eremita descrive in dettaglio le proprietà dell'elisir, i suoi numerosi sinonimi e il processo di preparazione, che coinvolge la distillazione e la purificazione di varie sostanze. L'opera include anche una ricca lista di ingredienti, che spaziano da semplici vegetali a pietre preziose e sostanze animali.

## Influenza e Riferimenti
Le fonti di Donato d'Eremita spaziano dagli autori arabi e greci ai maestri dell'alchimia occidentale, come Arnaldo da Villanova, Giovanni da Rupescissa e Cristoforo Parigino, e a contemporanei napoletani come Giovanni Battista Della Porta, Ferrante Imperato e Bartolomeo Maranta.